# Дона (Грузия)
Дона (груз. დონა) — село в Грузии, в муниципалитете Лагодехи края Кахетия. 

## География
Село расположено в восточной части края, в 16 километрах по прямой к юго-западу от центра муниципалитета Лагодехи. Высота центра — 310 метров над уровнем моря.

## Население
По данным переписи населения 2014 года, в селе проживало 61 человек.
| Год  | Население | Мужчины | Женщины |
| ---- | --------- | ------- | ------- |
| 2002 | 84        | 38      | 46      |
| 2014 | 61        | 31      | 30      |